# Facultad de Medicina Rappaport
La Facultad de Medicina Rappaport (en hebreo: הפקולטה לרפואה רפפורט) es una escuela de medicina que opera en Bat Galim, Haifa y es parte de la Facultad de Medicina del Technion. La facultad fue establecida a fines de la década de 1960 por un grupo de médicos que se dieron cuenta de la necesidad de tener una escuela académica especializada en educación e investigación médica. La escuela de medicina se fusionó con el Instituto de Tecnología de Israel (Technion) en 1973.

## Historia

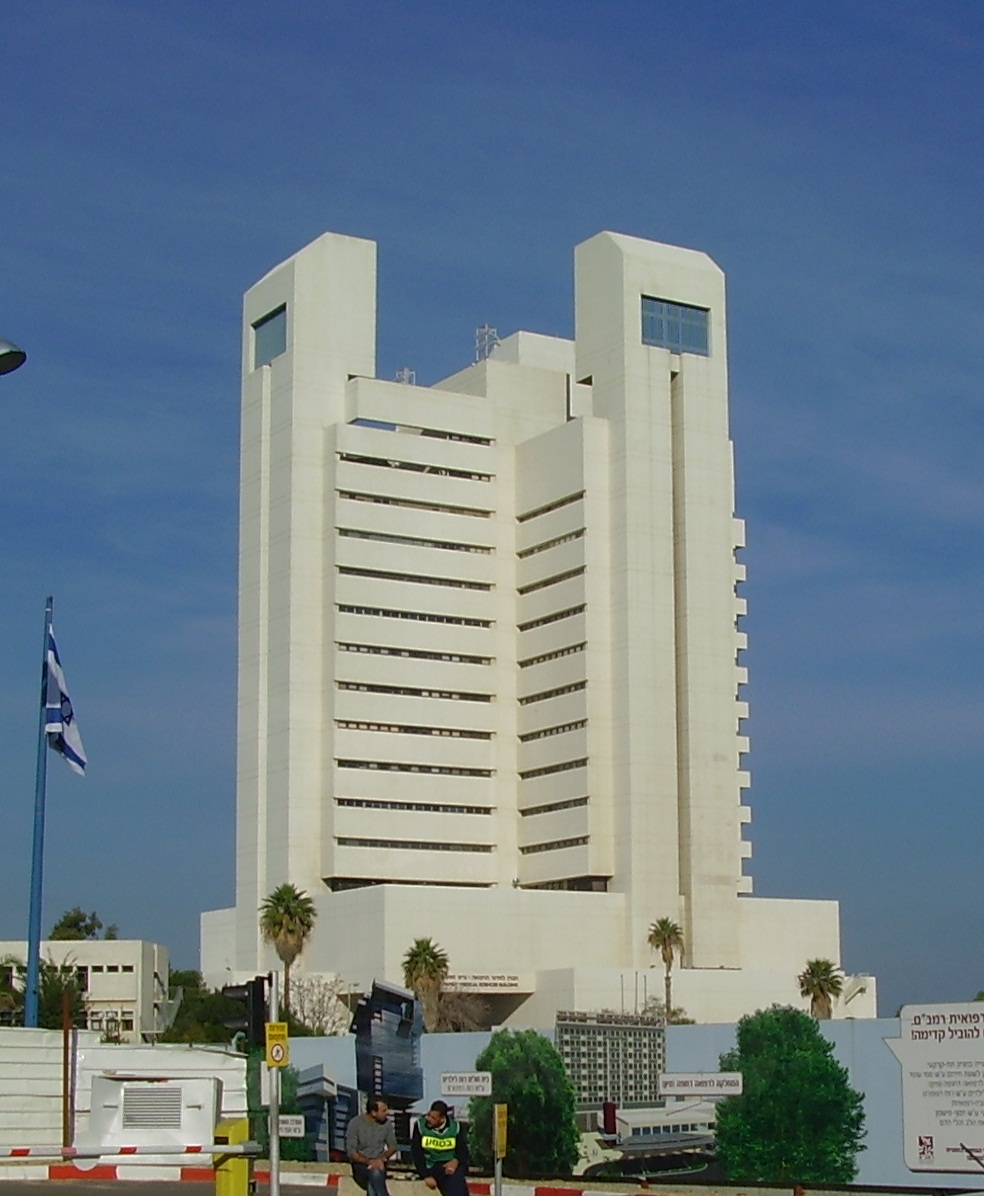
Edificio de ciencias médicas de la facultad de medicina Rappaport en el centro de Haifa.

A finales de la década de 1960, aumentaba la necesidad de una escuela de medicina y un centro de investigación en el norte de Israel. La escuela de medicina fue establecida en 1969 para resolver esta necesidad. El 3 de enero de 1971, el consejo de Technion aprobó la fusión de la Escuela de Medicina con el Technion. El 1 de octubre de 1973, la escuela se convirtió en una facultad del Technion. El respaldo académico y la financiación del Technion hicieron progresar la expansión de la escuela. De la facultad han salido dos premios Nobel: el profesor Avram Hershko y el profesor Aarón Ciechanover.